# Mazarredia arcusihumeralia
Mazarredia arcusihumeralia är en insektsart som beskrevs av Zheng, Z., K. Li och F-m. Shi 2003. Mazarredia arcusihumeralia ingår i släktet Mazarredia och familjen torngräshoppor. Inga underarter finns listade i Catalogue of Life.